# Williams (cratère)
Pour les articles homonymes, voir Williams.
Williams est un cratère situé sur la face visible de la lune. Il tire son nom de l’astronome Arthur Stanley Williams (en) et a été approuvé par l'Union astronomique internationale en 1935.

## Position
Le cratère est situé au sud du Lacus Somniorum, au sud du cratère Hercule, au nord-est du cratère Atlas, à l'est des cratères d'Oersted (en) et Céphée, et au sud-ouest du cratère Grove.